# جف اسمیت (بازیکن فوتبال، زاده ۱۹۸۰)
جف اسمیت (انگلیسی: Jeff Smith؛ زادهٔ ۲۸ ژوئن ۱۹۸۰) بازیکن فوتبال اهل بریتانیا است.
از باشگاه‌هایی که در آن بازی کرده‌است می‌توان به باشگاه فوتبال بولتون واندررز، باشگاه فوتبال پرستون نورث اند، باشگاه فوتبال بارو، باشگاه فوتبال سلتیک نیشن، باشگاه فوتبال دارلینگتون، باشگاه فوتبال اسکانتورپ یونایتد، باشگاه فوتبال بیشاپ اوکلند، باشگاه فوتبال کارلایل یونایتد، باشگاه فوتبال ویتبای تاون، باشگاه فوتبال مکلسفیلد تاون، باشگاه فوتبال پورت ویل، باشگاه فوتبال روچدیل، و باشگاه فوتبال هارتل پول یونایتد اشاره کرد.